# 阿格布拉克 (舒沙)
阿格布拉克，阿塞拜疆舒沙区的一个村子。